# Васнево (Московская область)
Васнево — деревня в Дмитровском районе Московской области, в составе Сельского поселения Большерогачёвское. До 2006 года Васнево входило в состав Большерогачевского сельского округа.

## Расположение
Деревня расположена на северо-западе района, примерно в 23 км северо-западнее Дмитрова, в 200 м от северной окраины села Рогачёво, на безымянном ручье, впадающем слева в Левый Нагорный канал (бассейн реки Яхромы), высота центра над уровнем моря 140 м. Ближайшие населённые пункты — Кочергино на западе, Поздняково на северо-западе и Василево на юго-востоке. У южной окраины деревни проходит автодорога А108 (Московское большое кольцо).

## Население
| 2002 | 2006 | 2010 |
| ---- | ---- | ---- |
| 28   | ↘27  | →27  |